# Astrología y alquimia
La alquimia (del árabe الخيمياء al-khimia) es una disciplina relacionada con el ocultismo que relaciona una filosofía y una praxis destinadas a alcanzar sabiduría última, inmortalidad o el dominio del mundo material, según cada autor. Las operaciones físicas practicadas por los alquimistas se han querido entender como la base de la química inorgánica, aunque esto es sólo cierto en cuanto a determinados procedimientos, en su rudimentario equipamiento de laboratorio y en uso de sustancias inorgánicas. Los fundamentos de la alquimia se remontan al Imperio persa. La práctica, en diversas variantes, se ha identificado en Mesopotamia, el Antiguo Egipto, Persia, Irán, India, Japón, Corea y China, y en occidente en Grecia y Roma. En el Renacimiento, Europa recuperó el conocimiento alquímico "perdido" en la Edad Media gracias a los trabajos de estudiosos árabes, despertando un gran interés que pervivió en el continente hasta la llegada del siglo XX. La alquimia es, por tanto, uno de los sistemas de conocimiento más universales y duraderos (>25 siglos) que la humanidad ha aprendido.

## Etimología
El término (en inglés, alchemy; en francés antiguo, alkemie; en italiano, alchimia) viene del árabe al-kimia: "el arte de la transformación". Algunos estudiosos sostienen que los árabes heredaron el lexema -kimia del griego ("χημεία"), que quiere decir "transmutación". Otros autores, como Mahdihassan, defienden los orígenes chinos de la palabra. La influencia del término es evidente en la formación del léxico relacionado con la química.

## La alquimia como disciplina filosófica y espiritual

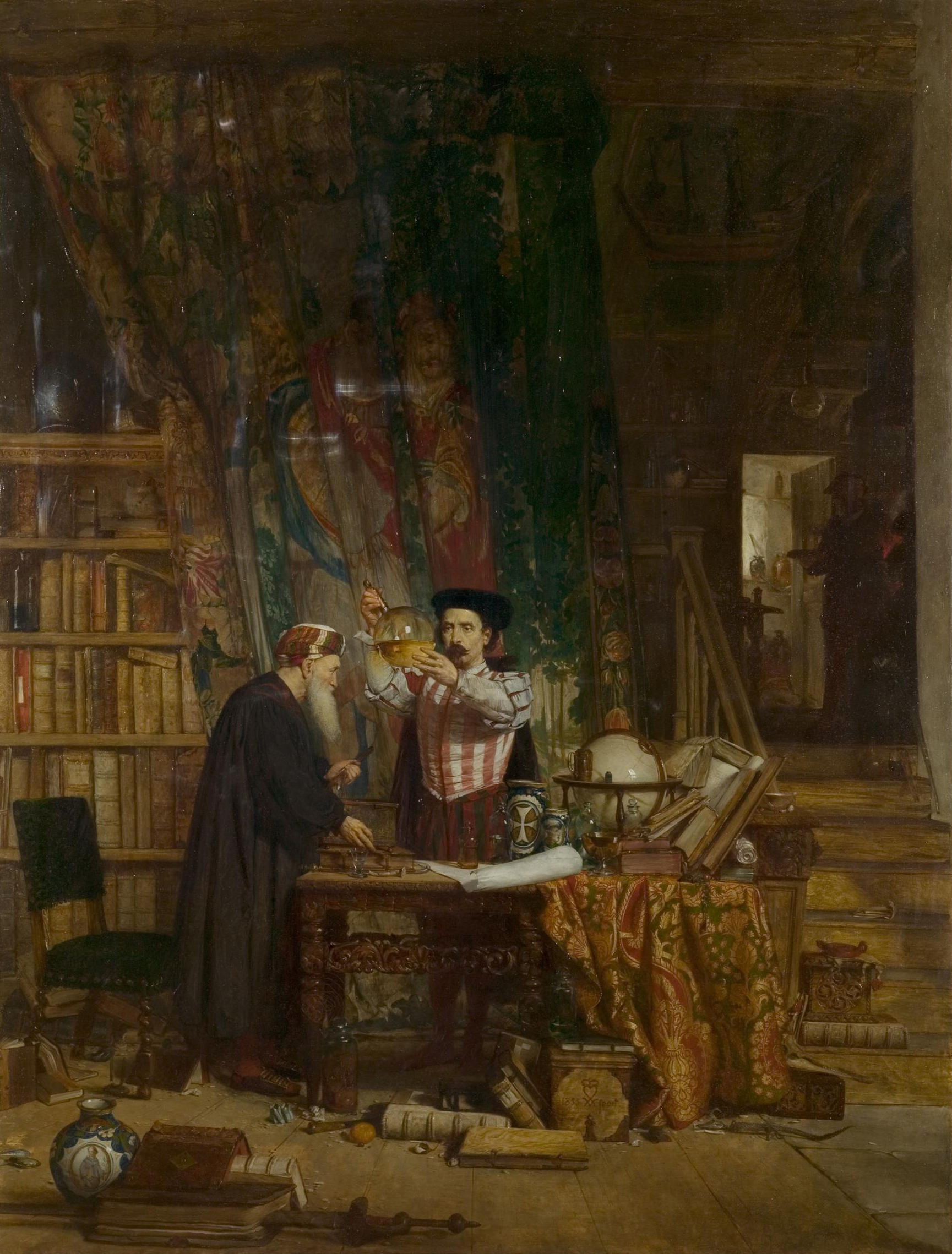
"Renel el alquimista", según Sir William Douglas, 1853.

La alquimia se consideraba un arte espagírico, por las palabras griegas utilizadas para expresar "separación" y "reunión". El dictado primero de la alquimia (transmitida en latín, como todos los conocimientos científicos medievales) era efectivamente solve et coagula, en castellano "disuelve y coagula".
La imagen típica de los alquimistas los representa en tenebrosos laboratorios, esforzándose denodadamente por convertir minerales comunes en otros preciosos, como oro (chrysopoeia) o plata. También se les suele atribuir una ingenua convicción en producir artesanalmente remedios milagrosos para todos los males (panacea), el elixir de la eterna juventud, o el disolvente universal (álcalis). Esta imagen pintoresca se basa en los numerosos documentos conservados desde la Edad Media, y que estudiosos árabes o europeos redactaron por difundir, aclarar o defender su ocupación. En estos tratados aparece comúnmente explicitado el objetivo de sus esfuerzos: la consecución de la llamada piedra filosofal, cuya generación concedería a su artífice un conocimiento supremo que llegaba hasta la alteración de la materia. Sin embargo, esta visión se debe a un error de interpretación. Aunque sí es cierto que existieron variantes de la alquimia de índole mágica, los autores de los textos conservados se referían a su doctrina en lenguaje metafórico. Esta perspectiva se ve reforzada por numerosas declaraciones hechas por los propios alquimistas a lo largo de su historia. Así, un estudioso griego, Zósimo de Panópolis, interpretaba esta rama del conocimiento como una "vía" metafísica, y a lo largo de la Edad Media se asociaría con el arte. Las sustancias orgánicas e inorgánicas utilizadas, los procesos físicos descritos, y los resultados de sus ejercicios venían a significar entidades espirituales, impulsos del alma y, en último término, un riguroso manual de autodisciplina. Así la transmutación de metales en oro venía a explicar el paso de una naturaleza desordenada y corrompida a la iluminación y el equilibrio; este cambio habría de obrarse en el espíritu del alquimista, aunque el uso de un lenguaje figurado trufado de hornos, dragones verdes y siameses llevase a pensar en una práctica puramente física. De cualquier modo, el carácter clandestino del alquimismo -debido a su índole pagana, y a su origen precristiano- favoreció las acusaciones de las autoridades religiosas, que desataron una intensa campaña en la que se ejecutó a miles de inocentes acusados de brujería. Así, los textos alquímicos, que estaban repletos de crípticos diagramas, imágenes oscuras y giros metafóricos destinados a proteger y conservar un mensaje fueron precisamente la principal prueba de una acusación injusta, que no quiso tomarse las molestias de descubrir su auténtico significado. Algunos ilustres alquimistas, no obstante, gozaron de cierta posición que les permitió, como a Paracelso, aclarar el recurso a los metales como un símbolo:

"Pregunta:Cuando el Filósofo habla de oro o plata, de los que extrae su materia, ¿debemos supones que se refiere al oro y la plata vulgares? 
Respuesta:De ningún modo, la plata y el oro vulgares están muertos, mientras que aquellos del Filósofo están llenos de vida".
Catecismo alquímico, c. 1550

Sin embargo, el malentendido no llegó a despejarse. La alquimia hoy es comúnmente considerada una antecesora precientífica de la química, pese a que el uso de refinados, pólvora, tintes, cosméticos, extractos, cerámicas y licores tenga poco que ver con sus verdaderas intenciones.

La alquimia en Occidente y otros lugares donde fue ampliamente practicada estaba (y en muchos casos aún está) íntimamente relacionada y entrelazada con la astrología tradicional al estilo griego-babilónico.En muchos sentidos fueron desarrolladas para complementarse una a la otra en la búsqueda del conocimiento oculto. Los astrólogos y alquimistas creen o creían que, en los procesos alquímicos, los distintos aspectos planetarios influían de sobremanera en el preparado de las distintas transmutaciones, así como las fases de la Luna.

## Cuerpos celestes y metales
Tradicionalmente, cada uno de los siete cuerpos celestes del sistema solar que conocían los antiguos estaba asociado con un determinado metal sobre el cual gobernaba.
La lista de gobiernos era la siguiente:
- El Sol gobernaba el Oro
- La Luna, la Plata
- Mercurio, el mercurio
- Venus, el cobre
- Marte, el hierro
- Júpiter, el estaño
- Saturno, el plomo

Algunos alquimistas/astrólogos modernos asocian obviamente:
- Urano con el uranio
- Neptuno, neptunio
- Plutón, plutonio

Como estos últimos planetas y metales mencionados no habían sido descubiertos hasta hace relativamente poco, no hay base clásica ni tradicional para estas asociaciones, a diferencia de lo que ocurre con los cuerpos celestes y metales ya conocidos desde la antigüedad.

## Influencia de las fases lunares
La alquimia consta o constaba de varios pasos para lograr la transmutación: la Nigredo, donde la materia a transmutar se encontraba en plena fundición, donde era de color negro, la Albedo, donde se ponía de color blanco y se derretía completamente y la Rubedo, donde se observaba un color rojo profundo. Cada transmutación se veía afectada por las fases lunares cuya duración total era de 40 días.
- En la luna menguante, se iniciaba la obra alquímica, con la Nigredo.

- En la luna nueva, tenía lugar la Albedo

- En el cuarto creciente, era tiempo de la Rubedo

- Para la luna llena, ya debía estar transmutada la materia en oro.